# Theiluthios
Theiluthios (altgriechisch Θειλούθιος) ist ein Monat des böotischen Kalenders.
Er war der siebte Monat nach dem Homoloios und vor dem Hippodromios, im julianischen Kalender entspricht ihm ungefähr der Monat Juli. Der Name wird mit dem im Sommer zu Ehren der Fruchtbarkeitsgöttin Demeter gefeierten Fest Thalysia in Verbindung gebracht. Inschriftlich ist der Monat aus den Poleis Thespiai,
Koroneia und 
Orchomenos bekannt.
Für den westgriechischen Kalender von Elis ist literarisch ein verderbt überlieferter Monatsname erhalten, der neben anderen vorgeschlagenen Konjekturen auch als „Θειλούθιος“ gelesen wurde. Gestützt wird die Lesung dadurch, dass im elischen Kalender die Monate Thyios und Apollonios genutzt werden, die auch im böotischen und dem damit verwandten malischen Kalender erscheinen.